# Habenaria zollingeri
Habenaria zollingeri är en orkidéart som beskrevs av Heinrich Gustav Reichenbach. Habenaria zollingeri ingår i släktet Habenaria och familjen orkidéer. Inga underarter finns listade i Catalogue of Life.